# Будівництво ГУШОСДОР НКВС
Будівництва ГУШОСДОР НКВС (№№ 1...4) і ВТТ  — підрозділи, що діяли в структурі ГУШОСДОР і виправно-трудових таборів СРСР.

## Історія
Навесні 1941 рішенням уряду (наказ НКВД № 00328 від 27.03.41) терміни закінчення найбільших будівництв Гушосдор (Москва-Мінськ, Москва-Київ та ін.) перенесені на 1942 р .; звільнену робочу силу наказано перекинути на будівництво аеродромів. 28 червня 1941 наказом НКВС № 0311 більшість робіт Гушосдор було взагалі зупинено.
У 1942-1945 рр. наказами НКВД № 0278 від 22 липня 1942, № 0077 від 18 січня 1943 і № 0465 від 31 грудня 1943, а також наказом НКВС і начальника тилу Червоної Армії № 046/054 від 9 березня 1944 Гушосдор знову залучається до будівництва та реконструкції автомобільних доріг. Для забезпечення будівництв робочою силою вперше у складі Гушосдор були організовані ВТ табори (див. БУДІВНИЦТВА Гушосдор НКВД № 1-4 І ВТТ, Чебоксарський ВТТ, ВТТ при Углицькому заводі мостових КОНСТРУКЦІЙ № 4). Для керівництва ВТ таборами наказом 0116 НКВД від 31 березня 1943 утворений табірний відділ Гушосдор. Частина робіт проводилася силами ув'язнених територіальних управлінь ГУЛАГу, залучалися також військовополонені. До кінця війни (на 11 травня 1945 року) всього на будівництвах Гушосдор було зайнято 19615 в'язнів.

## Будівництва ГУШОСДОР НКВС
| №№ | Дорога, дільниця                 | Час існування       | Адреса                                                                                          | Чисельність з/к |
| -- | -------------------------------- | ------------------- | ----------------------------------------------------------------------------------------------- | --------------- |
| 1  | Рязань-Шацьк, Нижній Ломов-Пенза | 22.07.42 - 04.11.45 | ст. Вад Ленінської залізниці, п/я 221 на 17.08.42; Пензенська обл., м.Бєднодем'яновськ, п/я 221 | 01.43 — 8440    |
| 2  | Москва-Мінськ                    | 31.12.43 - 04.11.45 | ст. Голіцино Західної залізниці, п/я 111                                                        | 01.44 — 4225    |
| 3  | Москва-Харків, Щокіно-Орел       | 05.11.43 - 04.11.45 | м.Орел, п/я 216                                                                                 | 12.44 — 4438    |
| 4  | Горький-Чебоксари-Казань         | 08.07.43 - 31.12.43 | Чуваська АРСР, г.Чебоксари п/я 111                                                              | -               |